# Сланина, Петер
Петер Сланина (чеш. Peter Slanina; 16 декабря 1959, Банска-Бистрица, Чехословакия) — бывший чехословацкий хоккеист, защитник. Известен по выступлениям за клуб «ВСЖ Кошице».

## Биография
Петер Сланина почти всю свою карьеру провёл в клубе «ВСЖ Кошице». Выступал за «Кощице» на протяжении 9 сезонов (1978—1980, 1982—1989 гг), в 1986 и 1988 годах становился чемпионом Чехословакии. Последние 4 сезона своей карьеры провёл в Финляндии.
После окончания карьеры хоккеиста стал тренером, работал в различных словацких клубах.

## Достижения
Чемпион Чехословакии 1986 и 1988
 Серебряный призёр чемпионата Европы среди юниоров 1977
 Серебряный призёр молодёжного чемпионата мира 1979
 Серебряный призёр чемпионата Чехословакии 1985
 Бронзовый призёр чемпионата Чехословакии 1989

## Статистика
- Чемпионат Чехословакии — 409 игр, 247 очков (110+137)
- Чемпионат Финляндии — 168 игр, 115 очков (37+78)
- Сборная Чехословакии — 54 игры, 3 гола
- Сборная Словакии — 2 игры
- Всего за карьеру — 633 игры, 150 голов